# Hollywood Records
Hollywood Records är ett skivbolag ägt av Walt Disney Company.
Bolaget grundades 1990, och ingår sedan 2008, tillsammans med Lyric Street Records, Mammoth Records och Walt Disney Records i Disney Music Group. 
Hollywood Records distribueras av Universal Music Group.

## Hollywood Records artister
- Queen (1991—)
- Breaking Benjamin (2002—)
- Jesse McCartney (2003—)
- Aly & AJ (2004—)
- The Cheetah Girls (2004—)
- Grace Potter and the Nocturnals (2004—)
- Marié Digby (2005—)
- Plain White T's (2006—)
- Corbin Bleu (2006—)
- Miley Cyrus (2006—2012)
- Vanessa Hudgens (2006-)
- Jordan Pruitt (2006—)
- Jonas Brothers (2006—2012)
- Brenda Song (2007—)
- Atreyu (2007—)
- Demi Lovato (2008—)
- Sydney Duran (2008-)
- Selena Gomez (2008—2014)
- Nick Jonas and the Administration (2009—)
- Allstar Weekend (2009—)
- Zendaya
- R5
- New Hope Club

### Artister som har lämnat Hollywood Records
Selena Gomez
- Jesse & the 8th Street Kidz
- Caroline's Spine
- The Party
- BBMak
- Duran Duran
- Danzig (band)
- Insane Clown Posse
- Josh Kelley
- Big Kenny
- Seu Jorge
- The Suicide Machines
- Nobody's Angel
- Forty Foot Echo
- Mitsou
- Tsar
- Dead Milkmen
- Miley Cyrus
- Stryper
- Morris Day
- Indigo Girls
- Everlife
- Raven-Symoné (2003—2008)
- Ingram Hill
- Los Lobos
- Evans Blue
- Hilary Duff (2002—2008)
- Jeannie Ortega
- Hayden Panettiere